# التقطير (استراتيجية قطر)
التقطير (أو التوطين ) هو مبادرة حكومية تهدف إلى زيادة عدد المواطنين القطريين العاملين في القطاعين العام والخاص. الهدف هو 50٪ من القوى العاملة في قطاع الصناعة والطاقة. تعد خطة التقطير أحد محاور رؤية قطر الوطنية 2030.
نما عدد السكان المغتربين في قطر بشكل سريع منذ أواخر القرن العشرين، بعكس عدد السكان القطريين الذي لم يرتفع إلا بمعدل هامشي. لذلك، وكوسيلة لتقليل الاعتماد على العمالة الأجنبية، أعطت الحكومة القطرية الأولوية بشكل كبير للتقطير في السنوات الأخيرة.

## تاريخه
تم وضع أول خطة للتقطير عام 1962، مع قانون العمل القطري رقم 3، والذي نص على إعطاء الأولوية للمواطنين القطريين لشغل الوظائف الشاغرة في القوى العاملة. أظهر تعداد حكومي أجري عام 1970 أن 16% فقط من السكان النشطين اقتصاديًا هم من المواطنين القطريين. كانت الصناعة الوحيدة التي كانت نسبة المواطنين القطريين فيها أعلى من الأجانب هي صناعة النفط، والتي كانت نتيجة لسياسات التقطير.
في أوائل السبعينيات من القرن العشرين، وبعد حصول قطر على استقلالها، تم توطين الوظائف الإدارية في القطاع العام. وقد أدى هذا إلى احتلال القطريين لـ 97% من المناصب الإدارية العليا في النظام المدرسي بحلول تسعينيات القرن العشرين. وفي مايو 1997، نص مرسوم أميري على أن يكون ما لا يقل عن 20% من العاملين في شركات القطاع الخاص من المواطنين القطريين. في 1 يونيو 2000، دخل برنامج التقطير الأكثر شمولاً حيز التنفيذ بهدف الوصول إلى 50% من القوى العاملة الوطنية في قطاع الطاقة بحلول عام 2005. ولكن البرنامج لم يحقق هدفه، حيث لم يشكل القطريون سوى 28% من القوة العاملة في قطاع الطاقة بحلول الموعد النهائي.

## التحديات
توصلت دراسة أجرتها مؤسسة راند إلى أن احتمال حصول النساء القطريات على تعليم جامعي أكبر بمرتين من احتمال حصول الرجال عليه. ومع ذلك، ونتيجة للدرجات العلمية التي لا تعتمد على الجنس في الجامعات العامة، فإن قطاعات معينة غير قادرة على الاستفادة من السكان الإناث المتعلمات بشكل أكثر تناسبا.